# Championnats d'Europe de marathon (canoë-kayak) 2013
Navigation
2011 2014
Les 10e championnats d'Europe de marathon en canoë-kayak de 2013 se sont tenus à Vila Verde au Portugal, sous l'égide de l'Association européenne de canoë.

## Podiums

### Sénior

#### K1
| Rang               | Athlète        | Pays     | Temps           |
| ------------------ | -------------- | -------- | --------------- |
| Médaille d'or      | Iván Alonso    | Espagne  | 2 h 11 min 37 s |
| Médaille d'argent  | José Ramalho   | Portugal | 2 h 11 min 40 s |
| Médaille de bronze | Mate Petrovics | Hongrie  | 2 h 11 min 46 s |

| Rang               | Athlète        | Pays               | Temps           |
| ------------------ | -------------- | ------------------ | --------------- |
| Médaille d'or      | Alexandra Bara | Hongrie            | 2 h 05 min 41 s |
| Médaille d'argent  | Lenka Hrochova | République tchèque | 2 h 05 min 43 s |
| Médaille de bronze | Edina Csernák  | Hongrie            | 2 h 06 min 05 s |

#### K2
| Rang               | Athlète                    | Pays               | Temps           |
| ------------------ | -------------------------- | ------------------ | --------------- |
| Médaille d'or      | Emilio Merchán Iván Alonso | Espagne            | 2 h 02 min 28 s |
| Médaille d'argent  | Jakub Adam Michael Odvárko | République tchèque | 2 h 02 min 38 s |
| Médaille de bronze | Adrian Boros László Solti  | Hongrie            | 2 h 02 min 41 s |

| Rang               | Athlète                      | Pays        | Temps           |
| ------------------ | ---------------------------- | ----------- | --------------- |
| Médaille d'or      | Fay Lamph Lizzie Broughton   | Royaume-Uni | 1 h 57 min 28 s |
| Médaille d'argent  | Nuria Villacé Raquel Carbajo | Espagne     | 1 h 57 min 49 s |
| Médaille de bronze | Kiszli Vanda Alexandra Bara  | Hongrie     | 1 h 58 min 10 s |

#### C1
| Rang               | Athlète               | Pays      | Temps           |
| ------------------ | --------------------- | --------- | --------------- |
| Médaille d'or      | Manuel Antonio Campos | Espagne   | 2 h 03 min 33 s |
| Médaille d'argent  | Manuel Garrido        | Espagne   | 2 h 04 min 46 s |
| Médaille de bronze | Matthias Ebhardt      | Allemagne | 2 h 06 min 20 s |

#### C2
| Rang               | Athlète                   | Pays    | Temps           |
| ------------------ | ------------------------- | ------- | --------------- |
| Médaille d'or      | Óscar Graña Ramón Ferro   | Espagne | 1 h 55 min 02 s |
| Médaille d'argent  | Marton Köver Attila Gyore | Hongrie | 1 h 55 min 09 s |
| Médaille de bronze | Alan Avila Carlos Vega    | Espagne | 1 h 55 min 47 s |

### Moins de 23 ans

#### K1
| Rang               | Athlète           | Pays    | Temps           |
| ------------------ | ----------------- | ------- | --------------- |
| Médaille d'or      | Alejandro Sanchez | Espagne | 1 h 53 min 32 s |
| Médaille d'argent  | Adrián Boros      | Hongrie | 1 h 53 min 33 s |
| Médaille de bronze | Balázs Havas      | Hongrie | 1 h 53 min 39 s |

| Rang               | Athlète                   | Pays    | Temps           |
| ------------------ | ------------------------- | ------- | --------------- |
| Médaille d'or      | Susanna Cicali            | Italie  | 1 h 44 min 44 s |
| Médaille d'argent  | Michaela Jonsson Lindblad | Suède   | 1 h 44 min 49 s |
| Médaille de bronze | Raquel Carbajo            | Espagne | 1 h 45 min 03 s |

#### C1
| Rang               | Athlète       | Pays     | Temps           |
| ------------------ | ------------- | -------- | --------------- |
| Médaille d'or      | Rui Lacerda   | Portugal | 1 h 45 min 30 s |
| Médaille d'argent  | Samuel Amorim | Portugal | 1 h 45 min 32 s |
| Médaille de bronze | Alan Ávila    | Espagne  | 1 h 46 min 36 s |

### Junior

#### K1
| Rang               | Athlète          | Pays     | Temps           |
| ------------------ | ---------------- | -------- | --------------- |
| Médaille d'or      | Casper Pretzmann | Danemark | 1 h 34 min 33 s |
| Médaille d'argent  | Mads Pedersen    | Danemark | 1 h 34 min 56 s |
| Médaille de bronze | Miguel Rodrigues | Portugal | 1 h 36 min 07 s |

| Rang               | Athlète             | Pays        | Temps           |
| ------------------ | ------------------- | ----------- | --------------- |
| Médaille d'or      | Amy Ward            | Royaume-Uni | 1 h 24 min 26 s |
| Médaille d'argent  | Alina Gieres        | Allemagne   | 1 h 24 min 37 s |
| Médaille de bronze | Katrine Christensen | Danemark    | 1 h 25 min 02 s |

#### K2
| Rang               | Athlète                           | Pays     | Temps           |
| ------------------ | --------------------------------- | -------- | --------------- |
| Médaille d'or      | Casper Pretzmann Morten Graversen | Danemark | 1 h 29 min 00 s |
| Médaille d'argent  | David Martin Fernando Garcia      | Espagne  | 1 h 32 min 18 s |
| Médaille de bronze | Péter Freisták Gergely Oláh       | Hongrie  | 1 h 32 min 26 s |

| Rang               | Athlète                      | Pays        | Temps           |
| ------------------ | ---------------------------- | ----------- | --------------- |
| Médaille d'or      | Samantha Rees-Clark Amy Ward | Royaume-Uni | 1 h 20 min 47 s |
| Médaille d'argent  | Zsófia Metz Mercédesz Mátyás | Hongrie     | 1 h 21 min 57 s |
| Médaille de bronze | Fanni Lövei Kitti Lövei      | Hongrie     | 1 h 22 min 00 s |

#### C1
| Rang               | Athlète         | Pays    | Temps           |
| ------------------ | --------------- | ------- | --------------- |
| Médaille d'or      | Norbert Paufler | Hongrie | 1 h 28 min 12 s |
| Médaille d'argent  | Hugo Jouin      | France  | 1 h 29 min 26 s |
| Médaille de bronze | Patryk Gluza    | Pologne | 1 h 29 min 36 s |

#### C2
| Rang               | Athlète                          | Pays    | Temps           |
| ------------------ | -------------------------------- | ------- | --------------- |
| Médaille d'or      | Norbert Paufler Norbert Burony   | Hongrie | 1 h 22 min 05 s |
| Médaille d'argent  | Márk Aurél Török Zoltan Koleszar | Hongrie | 1 h 22 min 41 s |
| Médaille de bronze | Roman Furtak Lawrence Drojetzki  | Pologne | 1 h 23 min 42 s |

## Tableau des médailles
| Rang  | Nation             | Or | Argent | Bronze | Total |
| ----- | ------------------ | -- | ------ | ------ | ----- |
| 1     | Espagne            | 4  | 2      | 1      | 7     |
| 2     | Hongrie            | 1  | 1      | 4      | 6     |
| 3     | Royaume-Uni        | 1  | 0      | 0      | 1     |
| 4     | République tchèque | 0  | 2      | 0      | 2     |
| 5     | Portugal           | 0  | 1      | 0      | 1     |
| 6     | Allemagne          | 0  | 0      | 1      | 1     |
| Total | Total              | 6  | 6      | 6      | 18    |